# کندیدو روندون
مارشال کندیدو ماریانو دا سیلوا روندون (Cândido Mariano da Silva Rondon) (زادهٔ ۵ می ۱۸۶۵ – درگذشتهٔ ۱۹ ژانویه ۱۹۵۸)، افسر نظامی اهل برزیل بود که بیشتر به‌خاطر کمیته تلگراف خود و اکتشاف ماتو گروسو و حوضه غربی آمازون و همچنین به‌خاطر حمایت همیشگی‌اش از مردمان بومی برزیل معروف بود. او نخستین رئیس سرویس محافظت از هندی‌ها یا SPI (بعدتر به FUNAI تغییر کرد) در برزیل بود و از ایجاد پارک بومی زینگو حمایت نمود. ایالت روندونیای برزیل به افتخار وی نام‌گذاری شده‌است.

## زندگی‌نامه

### اوایل زندگی
کندیدو ماریانو دا سیلوا در ۵ می ۱۸۶۵ در دهکده کوچک میموسو، واقع در ایالت ماتو گروسو، زاده شد. پدر وی کندیدو ماریانو دا سیلوا سینیور دارای اصالت پرتغالی، اسپانیایی و گوانائی (یکی از اقوام بومی برزیل) بوده و قبل از به‌دنیا آمدن روندون، در ۱۸۶۴ میلادی بر اثر بیماری آبله درگذشته بود. مادر وی کلاودینا فریتاس اوانگلیستا از تبار اقوام بومی، تِرِنا و بورورو، بود. او نیز دو سال پس از به‌دنیا آوردن روندون، وفات کرد. پس از آن، وی توسط پدربزرگ یا مادربزرگش تا زمانی که در قید حیات بودند بزرگ شده و پس از درگذشت آنها، او توسط عمویش مانوئل رودریگس دا سیلوا روندون بزرگ شد و نام خانوادگی وی را به عنوان نام خانوادگی خود برگزید.
پس از اتمام مدرسه در عمر ۱۶ سالگی، او برای دو سال در مدرسه ابتدایی تدریس نموده و بعد از آن به ارتش برزیل پیوست. او در ۱۸۸۱ میلادی به هنگ سوم در توپخانه اسب، وارد شد. او در مدرسه عالی جنگ، علاوه بر سایر آموزش‌ها، به آموزش ریاضی و فیزیک و علوم طبیعی پرداخت. هنگام پیوستن به ارتش، او در مدرسه افسران پذیرفته شده و در ۱۸۸۸ میلادی با دریافت درجه نظامی ستوان دوم از آنجا فارغ‌التحصیل شد. او همچنین در کودتای جمهوری‌خواهان که به سرنگونی پدروی دوم، آخرین امپراتور برزیل منتج شد، شرکت نموده بود.

### به عنوان یک مهندس در ارتش
حکومت جمهوری‌خواه برزیل در رابطه با مناطق غربی برزیل که بسیار دور از مراکز بزرگ و در مناطق مرزی واقع شده بودند، نگران بود. در ۱۸۹۰ میلادی، او به عنوان مهندس ارتش در کمیسیون تلگراف توظیف گردیده و در راستای ساختن نخستین خط تلگراف در سراسر ایالت ماتو گروسو همکاری کرد. خط تلگراف در نهایت در ۱۸۹۵ میلادی تکمیل گردید و پس از آن، روندون ساخت جاده‌ای را آغاز کرد که ریو دو ژانیرو (پایتخت جمهوری) را به کویابا، مرکز ایالت ماتو گروسو، وصل می‌کرد. قبل از اینکه این جاده ساخته شود، تنها راه ارتباط میان این دو شهر از طریق حمل و نقل دریایی بود. در جریان همین مدت، او با همسرش فرانسیسکا (چیکوینها) زاویر ازدواج کرد. آنها باهم ۷ فرزند داشتند. از ۱۹۰۰ تا ۱۹۰۶ میلادی، روندون مسئول تأسیس خط تلگراف از برزیل تا بولیوی و پرو بود. در جریان همین مدت، او راه خود را به سرزمین‌های بیشتر هموار نموده و با مردمان جنگ‌طلب بورورو در غرب برزیل در تماس بود. او همچنین موفق شد مردم بورورو را به آرامش دعوت کرده و با کمک آنها خط تلگراف را تأسیس نماید. روندون در طول حیات خود توانست بیش از ۴٬۰۰۰ مایل خط تلگراف را در سراسر جنگل‌های برزیل نصب نماید.
مارشال روندون بنا بر فرمان شماره ۵۱٬۹۶۰ مورخ ۲۶ آوریل ۱۹۶۳، مفتخر به دریافت عنوان «سرور فوج ارتباطات ارتش برزیل» شد.

### اواخر زندگی
پس از سفر اکتشافی علمی روزولت-روندون در ۱۹۱۴ میلادی، روندون تا ۱۹۱۹ میلادی به نقشه‌برداری از ایالت ماتو گروسو پرداخت. در این زمان، او رودهای بیشتری را کشف نموده و با چندین قوم بومی دیگر ارتباط برقرار نمود. در ۱۹۱۹ میلادی، او رئیس فوج مهندسان ارتش برزیل و همچنین رئیس کمیسیون تلگراف برزیل شد.
در ۱۹۲۴ و ۱۹۲۵ میلادی، او رهبری نیروهای ارتش برای سرکوب شورشی در ایالت سائو پائولو را برعهده داشت. از ۱۹۲۷ تا ۱۹۳۰ میلادی، روندون به عنوان مسئول نقشه‌برداری از تمامی مرزهای برزیل با همسایگان این کشور، گماشته شد. در ۱۹۳۰ میلادی، کار نقشه‌برداری وی به دلیل انقلاب ۱۹۳۰ مختل گردیده و او از سمت خود به عنوان رئیس سرویس محافظت از هندی‌ها (SPI) کنار رفت. از ۱۹۳۴ تا ۱۹۳۸ میلادی، او رهبری یک مأموریت دیپلماتیک را برعهده داشت تا در رابطه با منازعه‌ای که میان کلمبیا و پیرو بالای شهر لتیسیا بمیان بروز نموده بود را میانجی‌گری نماید. در ۱۹۳۹ میلادی، او ریاست SPI را از سرگرفته و خدمات خود را به قلمروهای جدید برزیل گسترش داد. در دهه ۱۹۵۰ میلادی، او از پیکار برادران ویلاس بائوس (Villas Boas brothers) حمایت نمود، کاری که به‌شدت مخالفت حکومت و مزرعه‌داران ماتو گروسو را در پی داشت، اما در نهایت در ۱۹۶۱ میلادی منتج به تأسیس نخستین پارک ملی برزیل برای مردمان بومی در امتداد رود شینگو شد.
کنگره ملی برزیل در ۵ می ۱۹۵۵، هنگام زادروز ۹۰ سالگی وی، لقب مارشال ارتش برزیل را به وی اعطاء کرد. در ۱۹۵۷ میلادی، او از سوی باشگاه کاوشگران نیویورک برای جایزه صلح نوبل نامزد شد. او در ۱۹۵۸ میلادی به عمر ۹۲ سالگی در ریو دو ژانیرو درگذشت.

## کمیسیون تلگراف
کندیدو روندون یک عملیات نظامی در سطح بزرگ را برای گسترش خطوط تلگراف در آمازون برزیلی رهبری کرد، گروهی که به‌نام «کمیسیون روندون» نیز یاد می‌شدند. در این زمان، روندون پیرو راسخ عقاید مثبت‌گرایانه بود و باور داشت که مقصد وی متحد کردن تمامی مردم برزیل از طریق کارش در کمیسیون بود. او یک عقیده سرسخت داشت که پیشرفت باید در زودترین زمان ممکن صورت گرفته و برای رسیدن به این هدف، مردمان بومی باید در زودترین فرصت ممکن در جامعه پذیرفته شوند. روندون نگرانی خود را در رابطه با نحوه شامل سازی این گروه‌های بومی در اجتماع مدرن ابراز داشته و این را مأموریت خود تعیین کرد تا آنها را به‌سوی زندگی «متمدن‌تر» از طریق آنچه او روش صلح‌آمیز می‌خواند، «راهنمایی» نماید.
با این همه، برخی منتقدان باورمند هستند که این دغدغه روندون در رابطه با گروه‌های بومی و اتحاد آنها، حقه‌آمیز بود. این منتقدان فرض را براین می‌گذارند که این مأموریت اساساً یک عملیات نظامی بوده و هدف آن تمرکز دولت بر تصرف و تعریف مرزها برای مقاصد دفاعی همراه با فرصت‌های جدید برای مستعمره‌سازی و نفوذ اقتصادی بود. آنها معتقدند که این فرضیه، نظریه‌ای را که می‌گوید روندون قهرمان اتحاد و دلجویی از اقوام بومی بود که قبلاً با آنها تماس برقرار نشده بود یا مستقل بودند، را تضعیف می‌نماید.
کمیسیون روندون از نظر هدفش که همانا باز کردن آمازون به توسعه اقتصادی بود، یک کمیسیون موفق بود. زیستگاه‌های جدید زیادی در امتداد خطوط تلگراف شکل گرفت. ساکنین می‌خواستند این زمین را برای اهداف مزرعه‌داری و مالداری استفاده نمایند، اما یکی از اثر منفی جانبی آن بیجا شدن قبایل بومی مانند قبیله بورورو بود.

## کتابشناسی
- (به فرانسوی) Michel Braudeau, " Le télégraphe positiviste de Cândido Rondon ", in Le rêve amazonien, éditions Gallimard, 2004 (ISBN 2-07-077049-4).